# Orankesee
Der Orankesee ist ein zu- und abflussloses Gewässer im Berliner Ortsteil Alt-Hohenschönhausen. Er bildet zusammen mit dem Obersee den Kern, um den das Hohenschönhauser Villenviertel gewachsen ist.
Der Orankesee gehört, genau wie der Faule See, der Malchower See oder der Weiße See zu einer eiszeitlichen Seenkette, die sich vom oberen Barnim bis zum Berliner Urstromtal erstreckt. Der Name Oranke stammt vom slawischen Wort Roderanke ab, was so viel wie rotbrauner See bedeutet.

## Geschichte des Sees und des umgebenden Parks

### Erste Bebauung und erste Begrünung

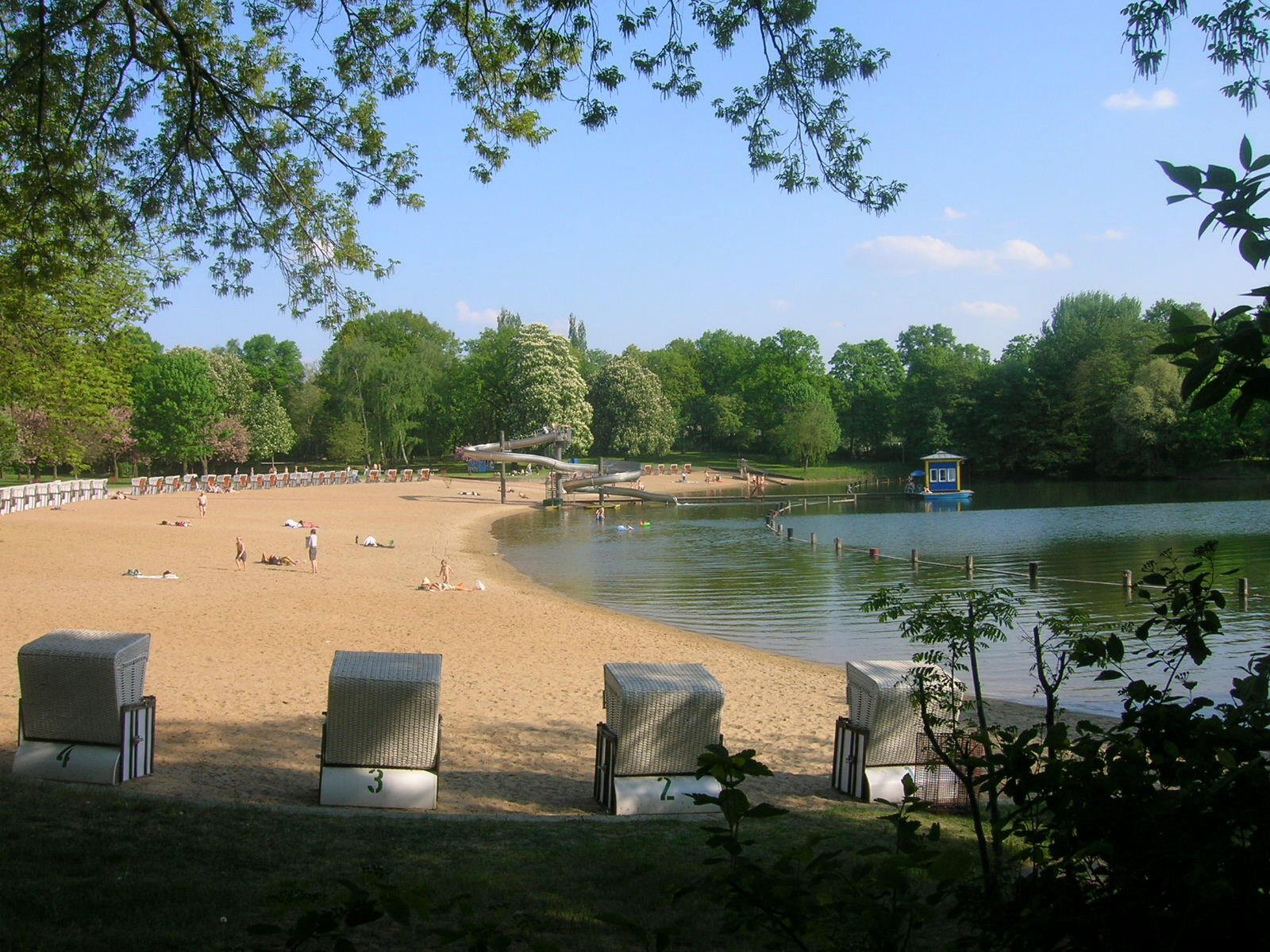
Strandbad Orankesee

In einer Urkunde aus dem 14. Jahrhundert wurde der Orankesee erstmals erwähnt.
Eine Erschließung des Gebiets um den Orankesee erfolgte jedoch erst mit der Parzellierung ab 1892, als südlich des Sees die erste Villenkolonie des Gutsbezirks entstand. 1913 fasste die Gemeindevertretung den Beschluss, einen öffentlichen Park um den See anzulegen. Unmittelbar am See ließ sich ein Eiswerk nieder, das die umliegenden Gaststätten und Lebensmittelgeschäfte mit Natureis versorgte. 1926 verkaufte das Eiswerk das Gebäude samt See an die Stadt Berlin. Fast zur gleichen Zeit begann auch die gärtnerische Umgestaltung des Seeareals, etwa durch die Anlage eines circa 1,3 km langen Uferweges.

### Gaststätte und Strandbad entstehen
Der Weißenseer Theaterdirektor Wilhelm Heiden-Heinrich ließ 1929 am See ein Strandbad errichten und gleichzeitig das aus dem Jahr 1892 stammende Brauereigasthaus zu einem neuen Wirtshaus umbauen. Für das Strandbad Orankesee mit einem 300 m langen Strand wurde Bausand vom Alexanderplatz verwendet, der beim Bau der Peter-Behrens-Gebäude angefallen war. In das Reich des gekonnten Marketing gehört dagegen die Aussage, für den Strand sei Ostseesand aus Ahlbeck herangefahren worden. Kurze Zeit nach der Eröffnung des Strandbads, am Sonntag den 23. Juli 1929 wurden hier bereits 12.000 Besucher gezählt. Die Terrassen am Orankesee mit Bierkeller, großem und kleinem Saal und zwei Freiluftterrassen boten 5.000 Leuten Platz und dienten auch für Konzerte oder Tanzabende. Das Gasthaus bot seine Dienste bis etwa 1942 an, danach wurde es wahrscheinlich von der Wehrmacht genutzt. 
Bombardements im Januar und Juni 1944 führten zur vollständigen Zerstörung des Strandbads und Schäden am Wirtshaus.

### See und Park nach 1945
Nach dem Ende des Zweiten Weltkrieges erklärte die Sowjetische Militäradministration den See und das umliegende Areal zum Sperrgebiet, da sich hier Wohnungen der sowjetischen Kommandanten des Bezirks Hohenschönhausen und auch später einzelner Angehöriger des MfS befanden. Die Reste des Gasthauses blieben erhalten und nach dem Entfernen der Sicherheitszäune 1957 wurden sie zusammen mit dem Freibad saniert und wieder eröffnet. Als Betreiber der Terrassen am Orankesee trat die HO auf, es gab auch Räumlichkeiten für größere Feiern.
Nach der Wende wurde die Gaststätte Eigentum des damaligen Bezirks Hohenschönhausen, jedoch nur bis 1993 betrieben. Dann wurde das Wirtshaus geschlossen und Grund und Boden mussten verkauft werden, weil die Ex-HO-Immobilienverwaltung finanzielle Forderungen stellte. Als neuer Eigentümer sollte die Firma T.U.K. Gebr. 1996 einen Erbbaurechtsvertrag für 50 Jahre erhalten, da sie mit ähnlichen Einrichtungen in Tegel und Rixdorf bereits Erfahrungen besaß und das beste Konzept vorwies. Als der Komplex jedoch 1997 abbrannte, traten die Interessenten zurück. Ende 1998 erwarb die städtische Wohnungsbaugesellschaft Gesobau das Gelände und die Bauten für etwa eine Million Deutsche Mark. Mit Anja Raneburger und André Fröhlich, bereits Anteilspächter des Glienicker Schlosshofs Remise, fand die Wohnungsgesellschaft neue Pächter, die das historische Wirtshaus wieder aufbauen wollten. Die Brandreste wurden abgetragen und mit einem Zelt, Pavillons und Containern eröffneten die Betreiber im Juni 2000 eine provisorische Gaststätte. Der Wiederaufbau der Terrassen am Orankesee nach historischem Vorbild war bis Mitte der 2010er Jahre noch nicht erfolgt, die Gastronomie beschränkte sich auf den im Sommer geöffneten Biergarten Oranke am See, für den ein hölzerner Achteckpavillon aufgestellt wurde. Schließlich fanden sich griechische Gastwirte, die einen vollständigen Neubau errichten ließen und eröffneten im Jahr 2017 die Orankesee-Terrassen an der historischen Stelle.

### Perspektiven im 21. Jahrhundert
Zur Reinigung des Obersees hatte sich im Jahr 2006 ein Förderverein Obersee & Orankesee e. V. gegründet, in dem sich vor allem zahlreiche Anwohner ehrenamtlich engagieren. In den Folgejahren wurden größere Ziele ins Auge gefasst – beide Seen müssen komplett saniert werden und der bzw. die Parks um beide Gewässer sollen neu gestaltet werden samt der Errichtung eines Bootsstegs am Orankesee – die geschätzten Kosten liegen bei 2 Mio. Euro.
Entlang der Oberseestraße soll eine lockere Bebauung mit Stadtvillen entstehen, aus deren Verkauf oder Vermietung (spätere Umwandlung in eine private Stiftung) der Bau eines Bürgerforums am Orankesee für weitere rund acht Mio. Euro finanziert werden könnte. Architekturstudenten und das Büro von Thomas Hillig hatten dazu bereits konkrete Pläne entwickelt, als Name wurde Mies-Forum bzw. Mies-van-der-Rohe-Forum gewählt – gewissermaßen als Pendant zum bereits vorhandenen Mies-van-der-Rohe Haus (Haus Lemke) in Anlehnung an den Baustil der Moderne. Nachdem bereits mit dem Baustadtrat des Bezirks und den Grundstücksbesitzern Einigkeit über das Projekt erzielt worden war, gab es bei den nächsten Schritten Probleme, weil auf den für das Forum vorgesehenen Flächen die Berliner Wasserbetriebe zwei Klärbecken einrichten wollten. Die dauerhafte Sicherung der Gewässerqualität hat bei allen Beteiligten oberste Priorität – deshalb sollte nun ein Runder Tisch die Probleme lösen und die Zukunft des Parks klären helfen. Die ursprüngliche Zeitplanung, Baubeginn der Villen im Jahr 2010 und Einweihung des Forums 2012, wurde so nicht eingehalten.

## Fauna und Flora

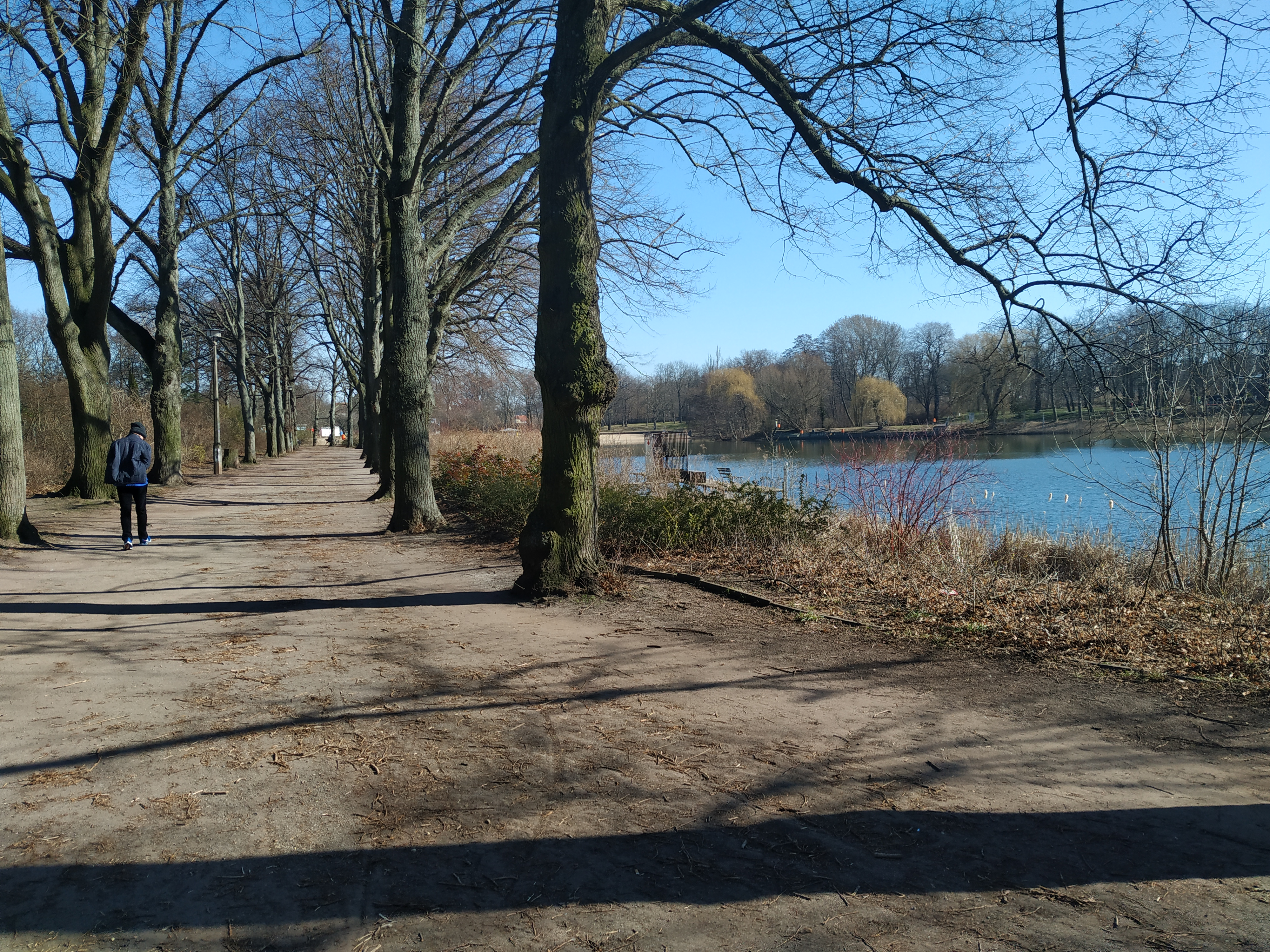
Uferweg am Nordufer

Der Orankesee ist offizielles Angelgewässer mit reichem Fischvorkommen. Das Natur- und Grünflächenamt Lichtenberg weist folgende Fischarten hier aus: Aal, Bitterling, Blei, Graskarpfen, Gründling, Hecht, Karausche, Karpfen, Plötze, Rotfeder, Schleie, Stichling und Zander.
Die Uferpromenade und kleinere Spazierwege sind mit zahlreichen Sträuchern und Bäumen bepflanzt, besonders viele Linden bestimmen den Charakter. Ein Feldahorn am Südufer des Sees ist als Naturdenkmal gekennzeichnet.

## Veranstaltungen im und am Orankesee

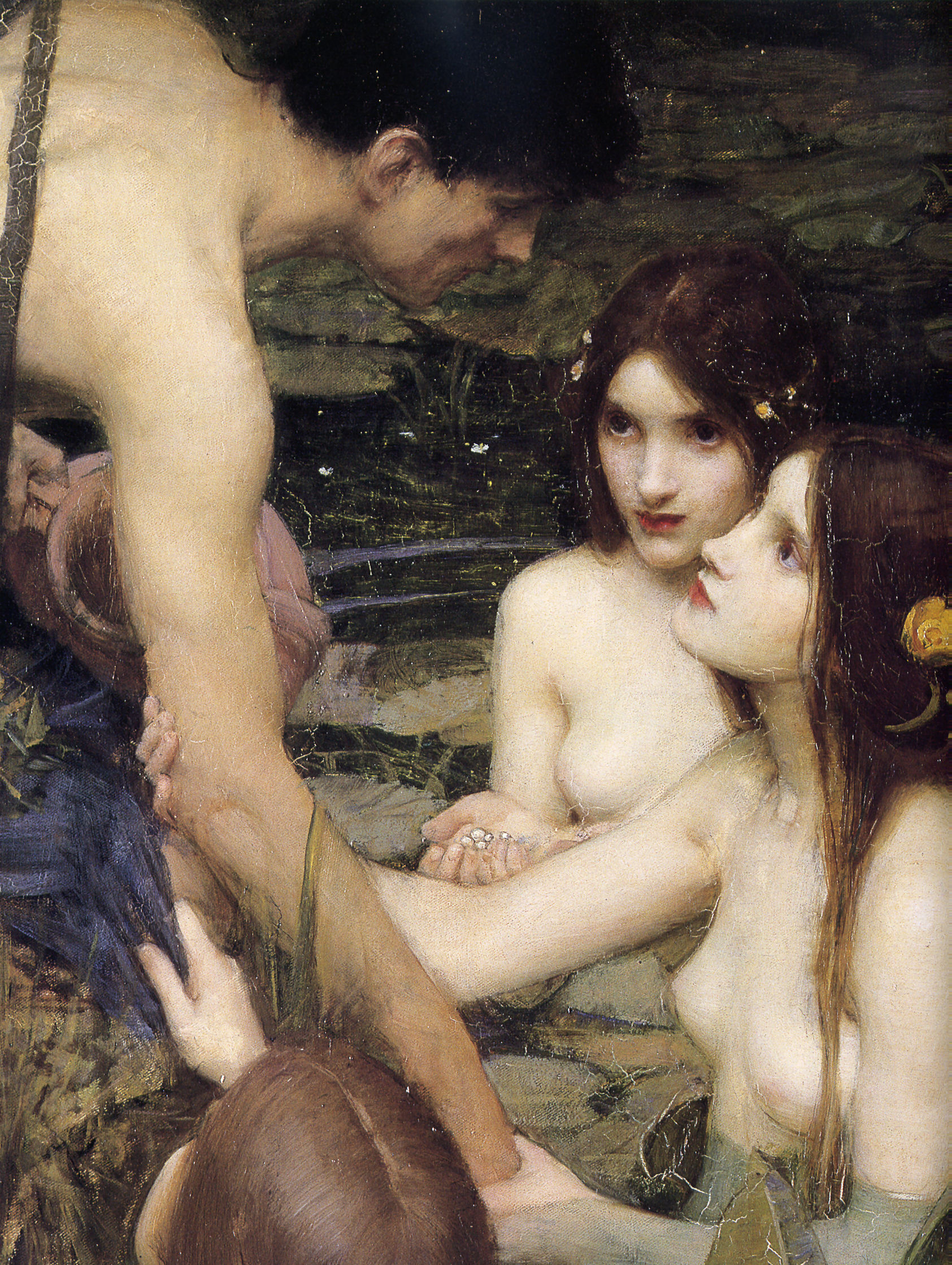
Wanderer wird von Wasserwesen in einen Teich gezogen (John William Waterhouse: Hylas und die Nymphen, 1896, Ausschnitt)

Seit 1979 nutzen die Berliner Seehunde, eine Abteilung der Sportgemeinschaft Bergmann-Borsig, im Winterhalbjahr das Freibad Orankesee, um dem Eisbaden bzw. Winterbaden nachzugehen.
Im Jahr 2007 veranstalteten die Firmen Camp4 (ein Berliner Outdoorhändler) und Kanu-Connection ein Frühlingsfest, genannt Orankecamp, hier im Strandbad des Sees. Seitdem gab es eine jährliche Wiederholung des Workshops mit Lagerfeuerromantik und der Messe für Outdoor-Profis und Familien. Als Besucherattraktion für Groß und Klein dienen ein Pappbootrennen und Kanuwettfahrten.
Im Sommer 2009 etablierte sich der Oranke Open Triathlon hier. Diese Veranstaltung für Kinder, Jugendliche und Erwachsene umfasst nach Alter abgestufte Wettkämpfe für Amateure: (1) 100 Meter Schwimmen, 2,6 Kilometer Fahrradfahren und 1,2 Kilometer Laufen oder (2) 250 Meter Schwimmen, 3,9 Kilometer Fahrradfahren und 2 Kilometer Laufen. Ein Zusatzprogramm für Besucher bietet Kletteraktionen und einen BMX-Parcours. Die Veranstaltung wird gemeinsam von örtlichen Initiativen, Bürgerinnen und Bürgern sowie freien und öffentlichen Trägern ausgerichtet.

## Eine Sage um den See
Nach einer Sage soll der Name des Sees von einer wunderschönen norwegischen Prinzessin herrühren. Diese liebte einen Wikinger, wurde ihm jedoch während dessen Abwesenheit untreu. Als Strafe wurde die Prinzessin verdammt, auf ewig als Wasserjungfrau zu leben. Sie bekam dafür einen kleinen See in der Nähe des Dorfes Hohenschönhausen zugewiesen. Zusammen mit dort bereits lebenden Nixen bepflanzte sie den Uferstreifen mit Schilf und Strauchwerk. In Mondscheinnächten kamen die Wesen an die Oberfläche und trieben hier allerlei Spielchen mit viel Gelächter. Ein Wanderer, der dies einmal hörte, zwängte sich durch das Schilf, um die schönen Jungfrauen zu beobachten. Der Anblick verzauberte ihn so sehr, dass er den Nixen schließlich in das Wasser folgte. Die Wasserjungfrauen und den einsamen Spaziergänger hat niemand wieder zu Gesicht bekommen. Allerdings soll Prinzessin Oranke in Vollmondnächten auftauchen und ihren Zauber verbreiten. Deshalb müsse sich jeder Mann hüten, sich dem See in einer solchen Nacht zu nähern, denn auch er müsste sich schließlich in das Wasser stürzen.